# Цымбалист, Иван Елисеевич
Иван Елисеевич Цымбалист (28.10.1911 — 01.10.1960) — командир взвода партизан, старший лейтенант. Герой Советского Союза.

## Биография
Родился 28 октября 1911 года в селе Мощенка ныне Городнянского района Черниговской области.
В Красной Армии в 1939—1940 годах и с 1941 года. В сентябре 1941 года остался на оккупированной территории. В октябре 1941 года стал комиссаром диверсионной группы.
Устраивал диверсии на железнодорожных линиях. На дороге Гомель — Брянск было уничтожено 12 вражеских эшелонов с живой силой и техникой, спиртзавод, красильная, склады.
Летом 1943 года возглавил группу, отправившуюся на железную дорогу Гомель — Бахмач. Уничтожил 17 вражеских эшелонов.
Указом Президиума Верховного Совета СССР «О присвоении звания Героя Советского Союза украинским партизанам» от 4 января 1944 года за «образцовое выполнение боевых заданий командования в борьбе против немецко-фашистских захватчиков в тылу противника, и проявленные при этом отвагу и геройство и за особые заслуги в развитии партизанского движения на Украине» удостоен звания Героя Советского Союза с вручением ордена Ленина и медали «Золотая Звезда».
После войны жил в Чернигове. Умер 1 октября 1960 года. В его честь названа улица в Чернигове.

## Награды
Награждён орденами Ленина, Отечественной войны 1-й степени, Трудового Красного Знамени, Красной Звезды, медалями.